# Lythria unicolora
Lythria unicolora är en fjärilsart som beskrevs av Barend J. Lempke 1934. Lythria unicolora ingår i släktet Lythria och familjen mätare. Inga underarter finns listade i Catalogue of Life.